# Independence Hall
Die Independence Hall (deutsch Unabhängigkeitshalle; ursprünglich Pennsylvania State House) in Philadelphia ist das ehemalige Parlamentsgebäude des US-Bundesstaats Pennsylvania, in dem  1776 die Unabhängigkeitserklärung  und 1787 die Verfassung der Vereinigten Staaten unterzeichnet wurden. Das Gebäude ist das Kernstück des Independence National Historical Park und wurde aufgrund seiner Bedeutung für die Geschichte der USA 1979 zum UNESCO-Weltkulturerbe erklärt.

## Geschichte

### 1732–1799: Bau und Nutzung als Pennsylvania State House
Nachdem der amerikanische Architekt Edward Wooley seine Pläne fertiggestellt hatte, begann 1732 der Bau des Gebäudes. Nach 16 Jahren Bauzeit wurde es im Jahre 1748 unter dem Namen Pennsylvania State House fertiggestellt und diente als Sitz der Regierung von Pennsylvania, damals noch eine der dreizehn britischen Kolonien in Nordamerika. Erste Sitzungen des Pennsylvania Assemblies fanden aber schon 1735 statt, als Teile des Gebäudes sich noch im Bau befanden.
Während das Gebäude Sitzungsort des Pennsylvania Assemblies war, veranstalteten verschiedene Bürgermeister in den Sälen des State Houses immer wieder große Bankette und Feste zur Begrüßung hoher Gäste. So wurde z. B. der neue britische Kolonial-Gouverneur 1756 mit einem großen Bankett empfangen. 1757 wurde Lord Loudon mit einem großen Bankett empfangen. Hohe Staatsmänner der Kolonie Pennsylvania wie General Forbes waren auch zu dieser Gelegenheit anwesend. In den Folgejahren fanden weitere Bankette statt. Ziel war es mit solchen Ereignissen einen positiven Einfluss auf die Mächtigen zu nehmen.
1751 wurde das Gebäude erweitert. An der Südseite wurde ein markanter Turm errichtet, der eine große Treppe enthielt. Im Jahre 1752 wurde in dem Turm eine Glocke aufgehängt, die den 50. Geburtstag der Charter of Privileges ehren sollte. Nach kurzer Zeit entwickelte sich ein Riss in der Glocke. Deswegen wurde sie am 7. Juni 1753 mit der später so benannten Liberty Bell ersetzt. Der Originalturm musste im späten 18. Jahrhundert wegen Einsturzgefahr abgerissen werden. William Strickland entwarf einen Entwurf für einen neuen Turm, der anschließend umgesetzt wurde. Der Turm ist eines der frühestens Bauwerke im Stile der Colonial-Revival-Architektur, die sich später vor allem im ausgehenden 19. Jahrhundert und frühen 20. Jahrhundert großer Beliebtheit erfreute.
Im Jahre 1775 traf sich der zweite Kontinentalkongress im State House und nahm dort im Jahre 1776 die von Thomas Jefferson ausgearbeitete Unabhängigkeitserklärung an. Dieses Ereignis führte zu der heute geläufigen Bezeichnung Independence Hall.
Der Kongress traf sich hier noch bis zum 12. Dezember 1776. Aus Angst vor einer britischen Invasion Philadelphias entschied man sich den Kongress nach Baltimore zu verlegen. Zuvor hatte die Britische Armee die Kontinentalarmee mehrfach besiegt und war bis New Jersey vorgedrungen, wo sie dann überwinterte. Der Kongress tagte erneut in der Independence Hall vom 4. März 1777 bis zum 18. September 1777.
Der Verlust in der Schlacht von Brandywine zwang den Kontinentalkongress erneut umzuziehen. Am 26. September 1777 wurde Philadelphia eingenommen. Der Kontinentalkongress hatte das Gebäude aber bereits evakuiert und alle wichtigen Dokumente mitgenommen. Man traf sich am 27. September 1777 in Lancaster und anschließend vom 30. September 1777 – 27. Juni 1778. in York. Dort wurden auch die Konföderationsartikel verabschiedet.
Vom 2. Juli 1778 bis 1. März 1781 kehrte man in die Independence Hall zurück, um dort den zweiten Kontinentalkongress abzuschließen.
1787 traf sich dort die Philadelphia Convention, welche die Verfassung der Vereinigten Staaten ausarbeitete.

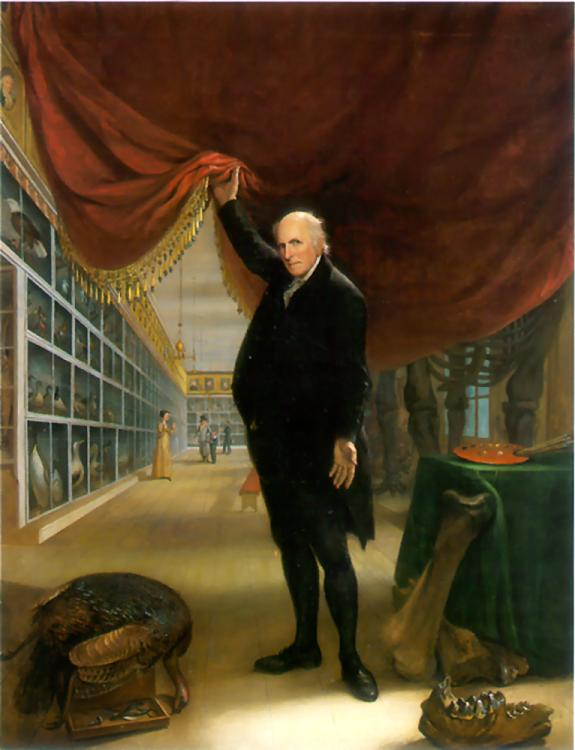
The Artist in His Museum (1822) – Das Selbstporträt zeigt Charles Wilson Peale in seinem Museum im Pennsylvania State House.

### 1802–1827: Zeit als Museum
Das Philadelphia Assembly überließ 1802 dem erfolgreichen Naturforscher und Künstler Charles Willson Peale die oberen Stockwerke der Independence Hall. Peale musste keine Miete zahlen und eröffnete hier sein Philadelphia Museum. Revolutionär an diesem Museum war, dass es für alle Gesellschaftsschichten zugänglich sein sollte. Er stellte unter anderem viele ausgestopfte Vögel, eine große Insektensammlung und verschiedene seltene Mineralien aus. Thomas Jefferson, der ein Freund Peals war, verhalf dem Museum zu weiteren Sammlungen wie z. B. die Mitbringsel von der Lewis und Clark Expedition. 1816 kaufte die Stadt Philadelphia das State House vom Staat Pennsylvania, um das Gebäude vor dem Abriss zu bewahren. Peale musste fortan Miete bezahlen, die sich immer wieder erhöhte und häufig Grund für Dispute zwischen der Stadt und dem Museum waren. 1819 mussten die vorher von ihm angebrachten Gaslampen, die ein Highlight des Museums waren, wegen Brandgefahr wieder entfernt werden. Zudem nahm das Interesse der Öffentlichkeit ab. Die Bemühungen zur Umwandlung in eine Schule 1921 blieben erfolglos. 1827 zog das Museum dann schließlich in das Haviland’s Building um.

### Seit 1827: Erkennen der historischen Bedeutung
Beim Kauf des State Houses wurde die historische Bedeutung damals noch nicht erkannt. Erst während der Vorbereitungen für Marquis de La Fayettes Besuch der Stadt wurde der Name „Hall of Independence“ ein erstes Mal für den Saal im zweiten Stock benutzt. Nach seinem Besuch und Lob seinerseits wurden für das restliche 19. Jahrhundert hohe Gäste immer in der „Hall of Independence“ empfangen.
Aufgrund einiger unerfüllter Versprechen der Unabhängigkeitserklärung gab es in den 1920er und 1930er Jahren Unruhen und Proteste überall in Amerika, auch vor der Hall of Independence auf dem Independence Square wurde protestiert. Trotzdem blieb die Independence Hall ein Platz der ruhigen Erinnerung an eben diese Unabhängigkeitserklärung und der Ehrung der Helden Amerikas. Die Proteste draußen verlagerten sich nie in das Gebäude.
Am 4. Juli 1942 wurde die Independence Hall Association gegründet. Ziel der Association ist es, die historischen Gebäude in Philadelphia und ihre Umgebung zu schützen.
1943 wurde das Gebäude vom Innenministerium als National Historic Site ausgewiesen.
Im Februar 1951 wurden die Schlüssel der Independence Hall in einem feierlichen Akt vom Bürgermeister an den Innenminister übergeben. Von da an war das Gebäude offiziell Teil des Independence National Historical Park, um den sich der National Park Service kümmert. Die Independence Hall blieb aber weiterhin zumindest offiziell Eigentum der Stadt.
Die Independence Hall wird seit 1928 auf der Rückseite der 100-US-Dollar-Banknote abgedruckt. Auch auf der Rückseite des „Kennedy Half Dollars“ von 1976 befindet sich die Independence Hall.

## Eintragung als Weltkulturerbe
Die Independence Hall wurde 1979 aufgrund eines Beschlusses der dritten Sitzung des Welterbekomitees als Kulturerbestätte in die Liste des UNESCO-Welterbes aufgenommen.
In der Begründung für die Eintragung heißt es u. a.:

„In diesem schönen Gebäude aus dem frühen 18. Jahrhundert in Philadelphia wurde die Unabhängigkeitserklärung verabschiedet und die Verfassung der Vereinigten Staaten von Amerika formuliert. Diese Ereignisse, die 1776 bzw. 1787 stattfanden, waren nur von nationaler Bedeutung, aber die universellen Prinzipien von Freiheit und Demokratie, die in diesen beiden Dokumenten dargelegt sind, haben einen tiefgreifenden Einfluss auf Gesetzgeber und politische Denker in der ganzen Welt gehabt. Sie wurden zum Vorbild für ähnliche Charta anderer Nationen und können als Vorbote des modernen Regierungszeitalters betrachtet werden.“

Die Eintragung erfolgte aufgrund des Kriteriums (vi).

„Die universellen Prinzipien des Rechts auf Revolution und Selbstverwaltung, wie sie in der Unabhängigkeitserklärung von 1776 und der Verfassung von 1787 der Vereinigten Staaten von Amerika zum Ausdruck kommen, die in der Independence Hall diskutiert, verabschiedet und unterzeichnet wurden, haben Gesetzgeber und Politiker auf der ganzen Welt nachhaltig beeinflusst. Die grundlegenden Konzepte, das Format und auch die wesentlichen Elemente der beiden Dokumente haben die Regierungschartas in vielen Nationen und sogar die Charta der Vereinten Nationen beeinflusst.“

## In den Medien
Die Spielfilme Das Vermächtnis der Tempelritter (2004) und Shooter (2007) spielen unter anderem in der Independence Hall. In der ersten Folge der Netflix-Serie Wer War…? – Die Serie spielt der erste Sketch der Serie in der Independence Hall. In Assassin’s Creed III spielt die Unterzeichnung der Unabhängigkeitserklärung in der Independence Hall.

## Galerie

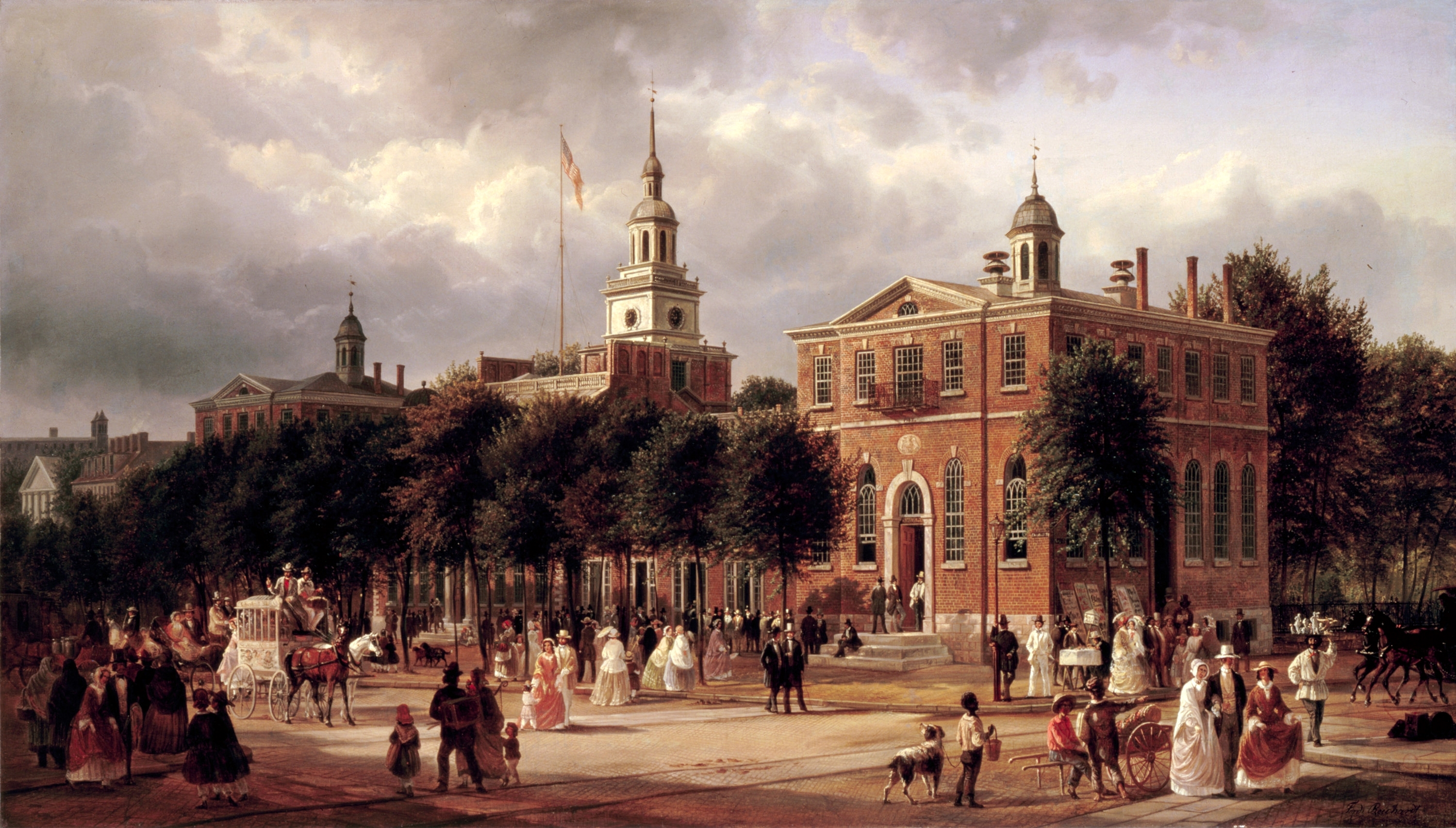
Historisches Gemälde von Ferdinand Richardt (1858–1863)
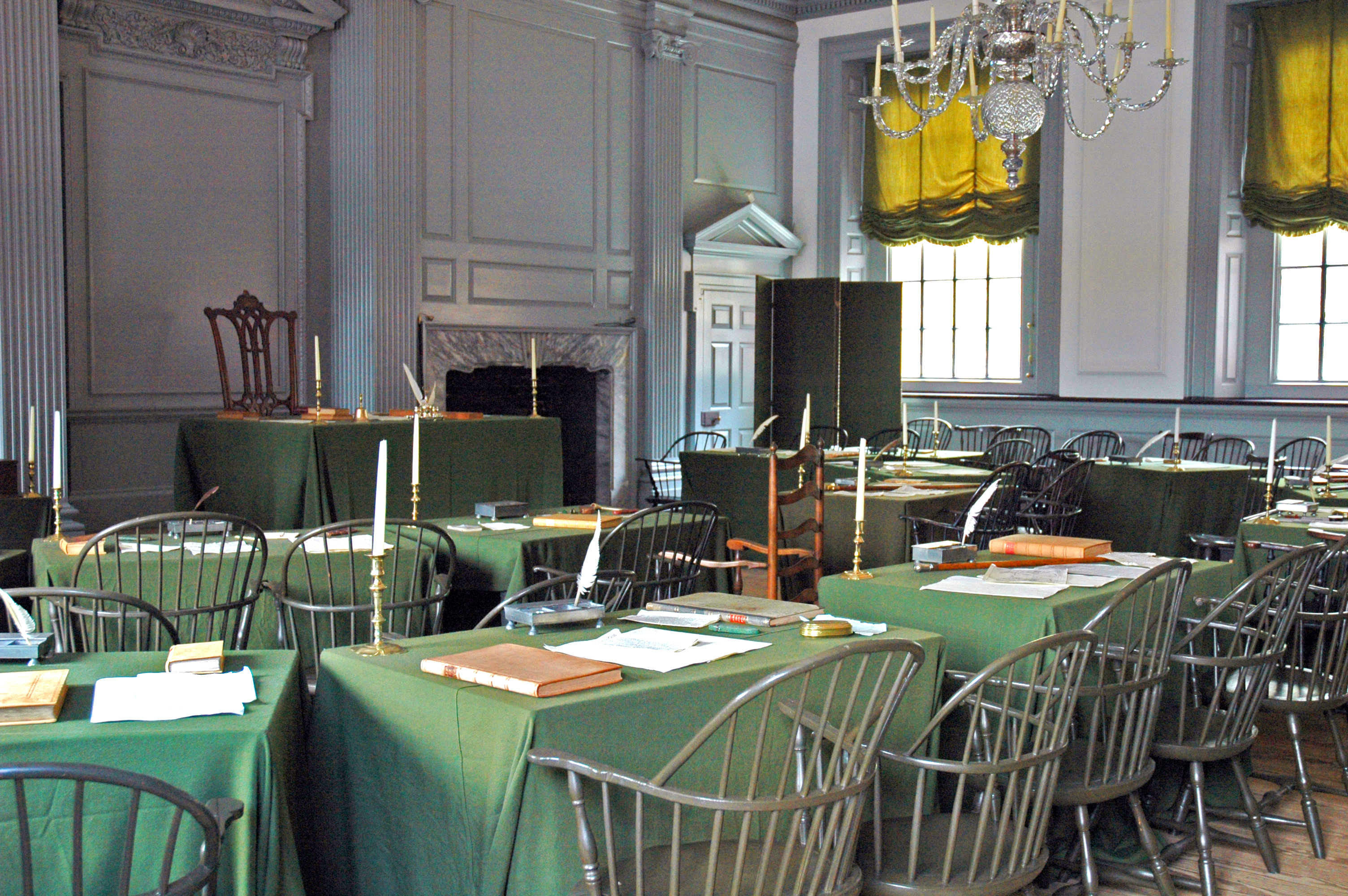
Der Versammlungsraum
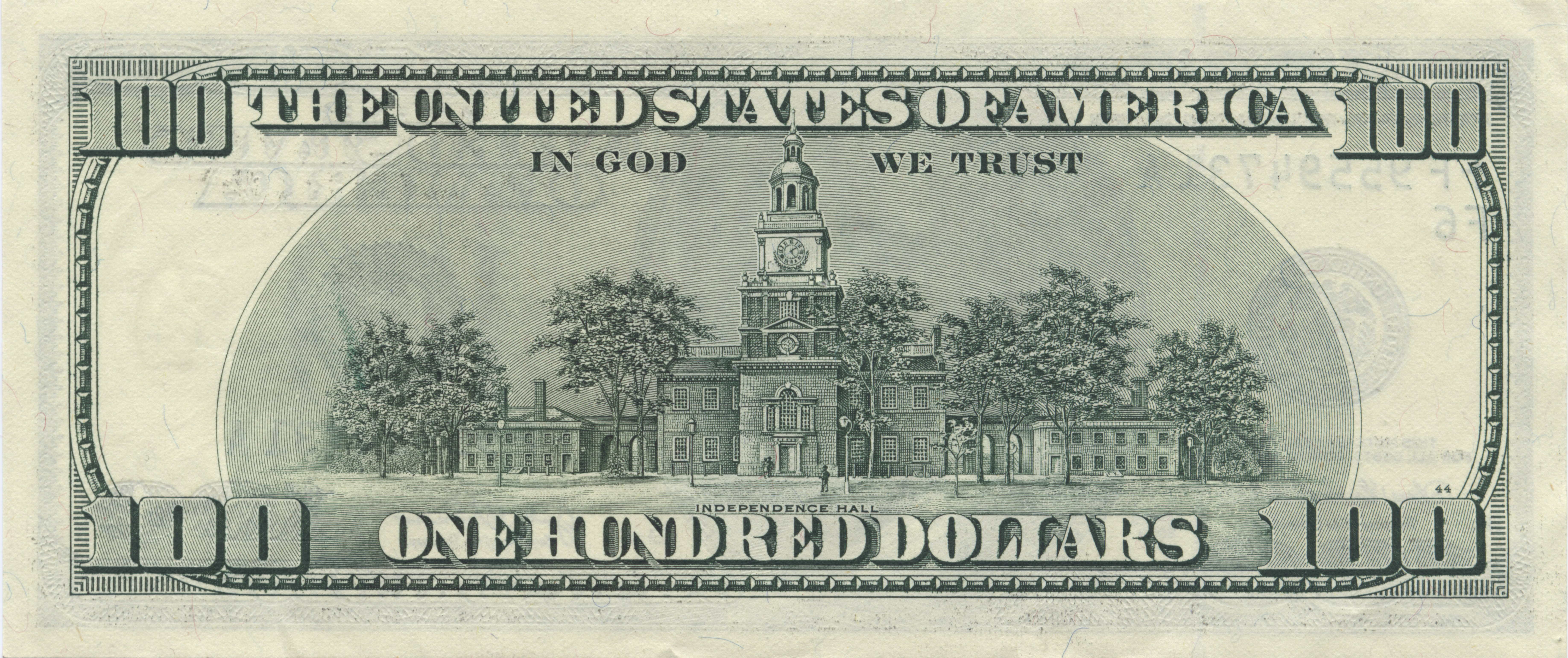
Auf dem 100-Dollar-Schein
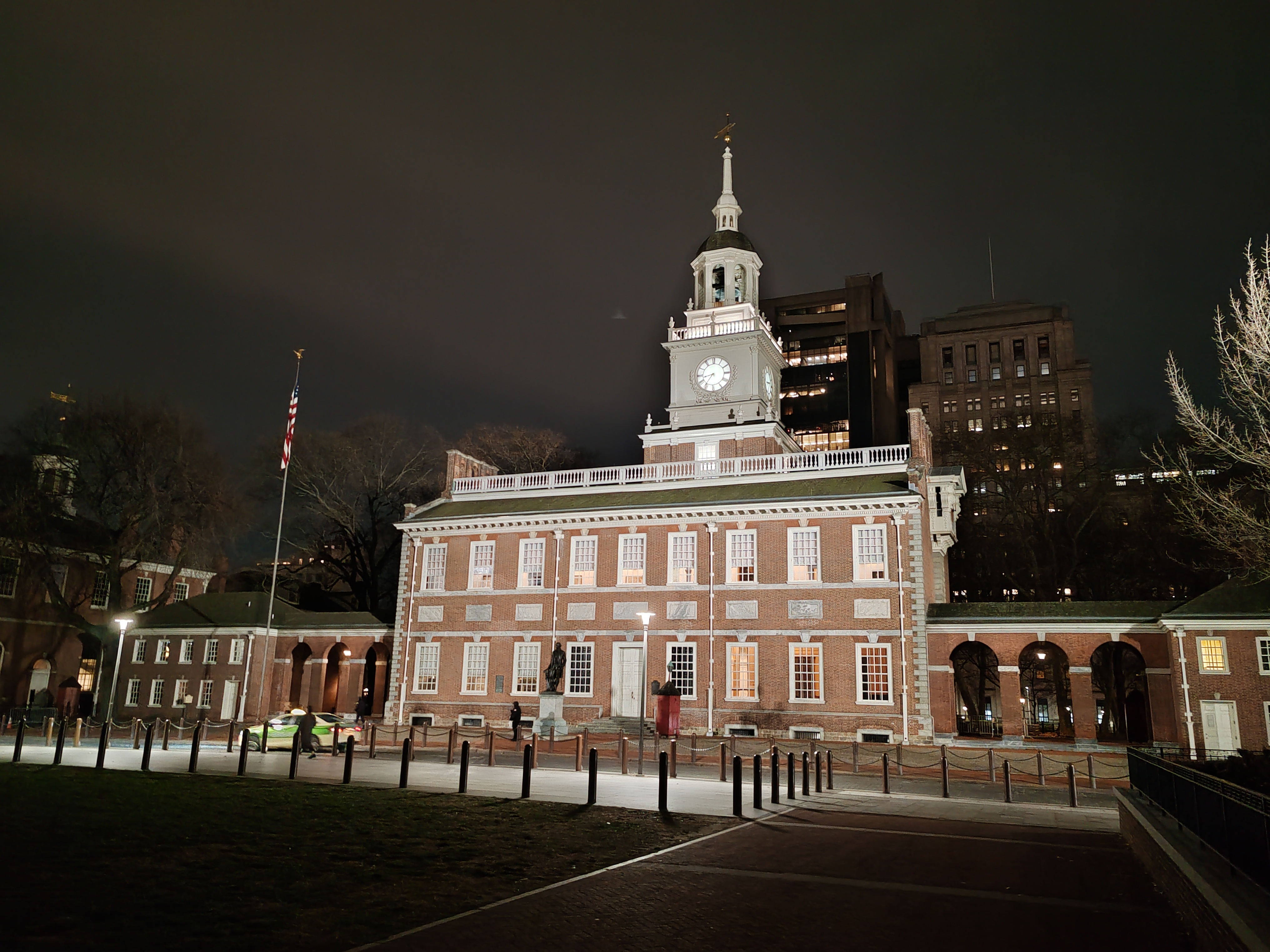
Nachts